# Aston Martin AMR23
El Aston Martin AMR23 fue un monoplaza de Fórmula 1 diseñado por Aston Martin para competir en la temporada 2023. El automóvil fue presentado en la ciudad de Silverstone el 13 de febrero de 2023. El monoplaza fue conducido por Fernando Alonso y Lance Stroll.

## Diseño y Desarrollo
El 16 de diciembre de 2022, Aston Martin anunció que presentarían el monoplaza AMR23 el 13 de febrero de 2023, siendo así el primer equipo en presentar el monoplaza para la temporada 2023. Mike Crack, director del equipo Aston Martin F1 Team, anunció que seguirían un plan de desarrollo constante a lo largo de la temporada, a su vez, Dan Fallows director técnico de Aston Martin F1 afirmó que durante la temporada, "dos tercios del coche cambiarán". 

## Resultados
(Clave) (negrita indica pole position) (cursiva indica vuelta rápida)

| Año     | Motor                        | Neu. | N.º | Pilotos         | 1   | 2   | 3   | 4   | 5   | 6   | 7   | 8   | 9   | 10  | 11  | 12  | 13  | 14  | 15  | 16  | 17  | 18  | 19  | 20  | 21  | 22  | Puntos | Pos. |
| ------- | ---------------------------- | ---- | --- | --------------- | --- | --- | --- | --- | --- | --- | --- | --- | --- | --- | --- | --- | --- | --- | --- | --- | --- | --- | --- | --- | --- | --- | ------ | ---- |
| 2023    | Mercedes-AMG F1 M14 V6 Turbo | P    |     |                 | BHR | ARA | AUS | AZE | MIA | MON | ESP | CAN | AUT | GBR | HUN | BEL | NED | ITA | SIN | JPN | QAT | USA | MEX | SÃO | LVG | ABU | 280    | 5.º  |
| 2023    | Mercedes-AMG F1 M14 V6 Turbo | P    | 14  | Fernando Alonso | 3   | 3   | 3   | 46  | 3   | 2   | 7   | 2   | 5   | 7   | 9   | 5   | 2   | 9   | 15  | 8   | 68  | Ret | Ret | 3   | 9   | 7   | 280    | 5.º  |
| 2023    | Mercedes-AMG F1 M14 V6 Turbo | P    | 18  | Lance Stroll    | 6   | Ret | 4   | 78  | 12  | Ret | 6   | 9   | 94  | 14  | 10  | 9   | 11  | 16  | WD  | Ret | 11  | 7   | 17† | 5   | 5   | 10  | 280    | 5.º  |
| Fuente: |                              |      |     |                 |     |     |     |     |     |     |     |     |     |     |     |     |     |     |     |     |     |     |     |     |     |     |        |      |